# Borské piesky
Borské piesky este o arie protejată (arie specială de conservare — SAC, sit de importanță comunitară — SCI) din Slovacia întinsă pe o suprafață de 16,74 ha, integral pe uscat.

## Localizare
Centrul sitului Borské piesky este situat la coordonatele 48°37′36″N 17°11′30″E / 48.626602°N 17.19164°E.

## Înființare
Situl Borské piesky a fost declarat sit de importanță comunitară în septembrie 2015 pentru a proteja 1 specie de animale. Situl a fost protejat și ca arie specială de conservare în octombrie 2017.

## Biodiversitate
Situată în ecoregiunea panonică, aria protejată conține 1 habitat natural: Păduri central-europene de pin scoțian cu licheni.
La baza desemnării sitului se află o specie protejată de  nevertebrate: Cucujus cinnaberinus.